# Rosa Ponselle
Rosa Ponselle, właśc. Rose Melba Ponzillo (ur. 22 stycznia 1897 w Meriden, zm. 25 maja 1981 w Baltimore) – amerykańska śpiewaczka (sopran dramatyczny).
Talent śpiewaczy wykazywała od najmłodszych lat; uczyła się śpiewu u Williama Hornera, który poprosił Enrico Caruso o przesłuchanie jej. Debiutowała w 1918 w Metropolitan Opera jako Leonora w Mocy przeznaczenia ( La forza del destino) Verdiego, u boku Caruso. Odniosła tak olbrzymi sukces, że przez blisko 20 lat była solistką tego teatru. W Europie wystąpiła tylko kilka razy, w Covent Garden (1928–1932) i we Florencji (1933). W 1937 wyszła za mąż i wycofała się ze sceny operowej. W 1957 dokonała nagrań pieśni i arii operowych dla firmy Victor.